# 베이징 지하철 팡산선
베이징 지하철 팡산선(중국어 간체자: 北京地铁房山线, 병음: Běijīng dìtiě Fángshān xiàn 방산선[*])은 베이징 지하철 9호선의 연장선으로 〈옌춘 동〉(중국어: 阎村东)에서 시작하여 〈궈궁좡〉(중국어 간체자: 郭公庄)까지 운행되는 전체 길이 24.79km의 12개 역을 가진 지하철로, ■색을 가진다.

## 특징
- 노선길이(영업구간): 24.79km
- 표준궤도간격: 1435mm
- 역수: 12개 역
- 복선구간: 전 노선
- 전기구간: 전 노선(직류 750V 제3궤조 방식)
- 지상구간: 전 노선
- 주행방향: 우측통행

## 차량
- BD24형

## 같이 보기
- 베이징 지하철
- 베이징 지하철 9호선